# 倉沢宏希
倉沢 宏希（くらさわ ひろき）は、NHKのアナウンサー。

## 人物
長野県塩尻市出身。長野県松本深志高等学校時代はバドミントン部に所属。一橋大学卒業後、2018年入局。秋田放送局でデビュー。

## 嗜好・挿話
- 趣味は水辺に行くこと、 東南アジア旅行、バドミントン、水墨画。
- 特技は書道、肩もみ。
- ギネス世界記録達成に貢献したことがあり、「一分間に何人と（頬に）キスができるのか」というもので、キスされる側で参加した。見事記録達成したが、その後記録が更新されたかは分からないという。

## 出演
☆印は現在出演（担当）中。
秋田放送局時代（2018年度 - 2020年度）
- どーも、NHK（2018年6月3日） - 新人お披露目
- 秋田県のニュース・中継・リポート
- ニュースこまち（不定期：リポーター及び宮﨑慶太のキャスター代行など）
- ニュースこまち845

大津放送局時代（2021年度 - 2024年度）
- おうみ発630（2021年度 - 2025年3月21日）　[2]
- おうみ845（2021年度 - 不定期）
- NHKニュースおはよう日本（2021年12月9日 : びわ湖畔の滋賀県高島市から紅葉中継）
- まもなく紅白!今年もすごいぞスペシャル 2023（2023年12月31日） - 司会

大阪放送局時代（2025年度 - ）
- ほっと関西（メインキャスター）（木・金曜：2025年4月3日 - ）[3]☆
- 関西ニュース845（不定期）☆